# Gerard Caris

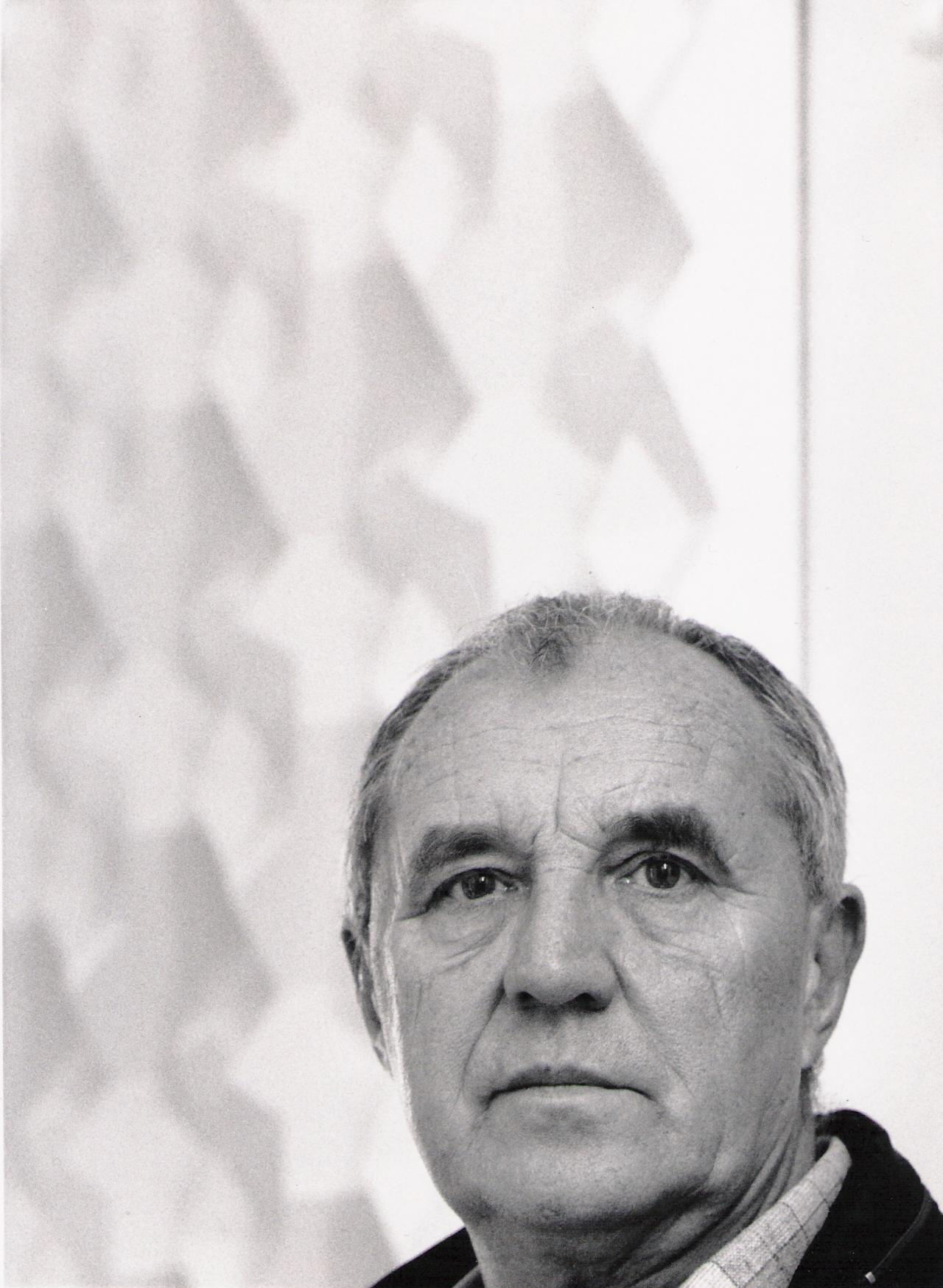
Gerard Caris in 1991

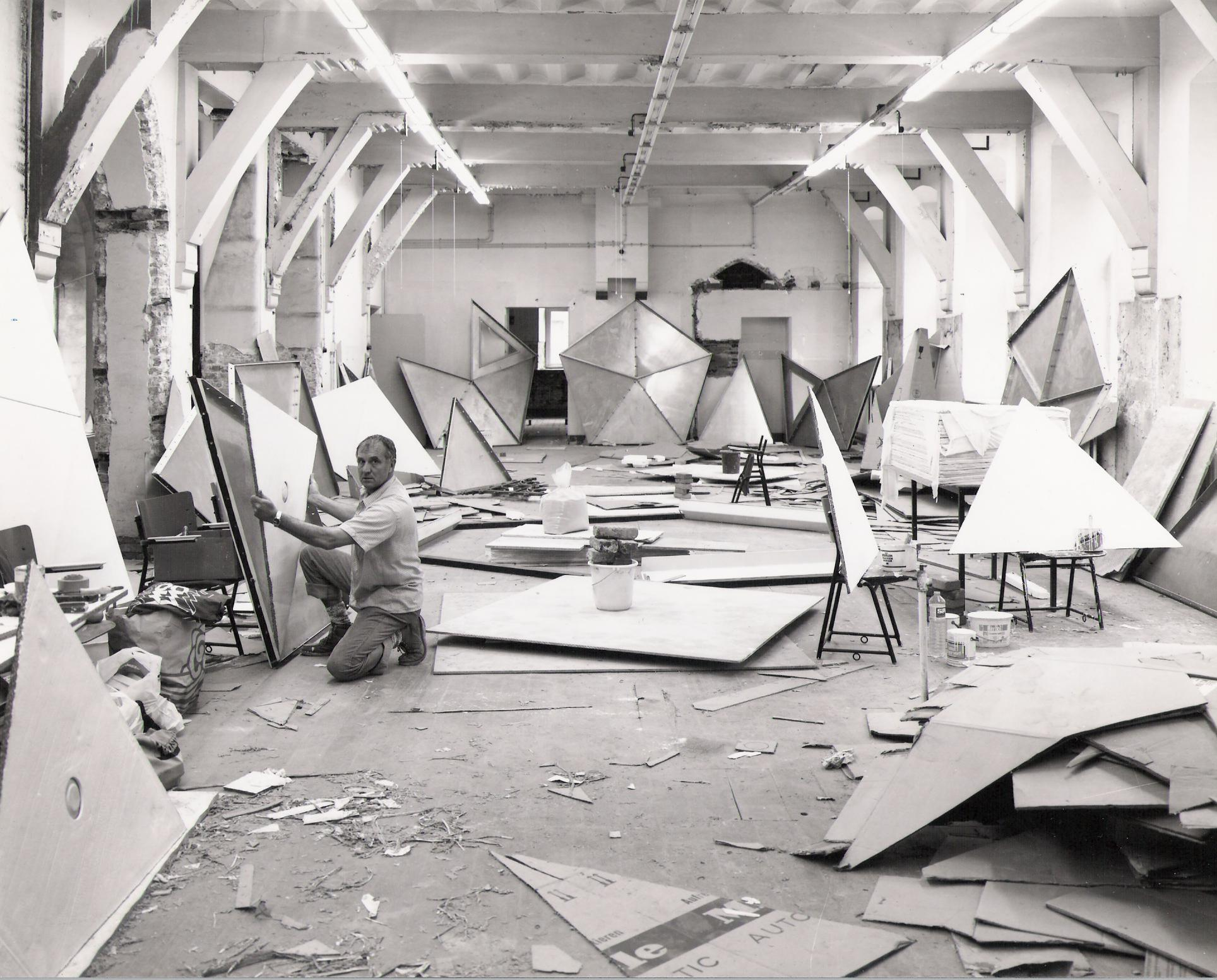
Caris aan het werk (1983)

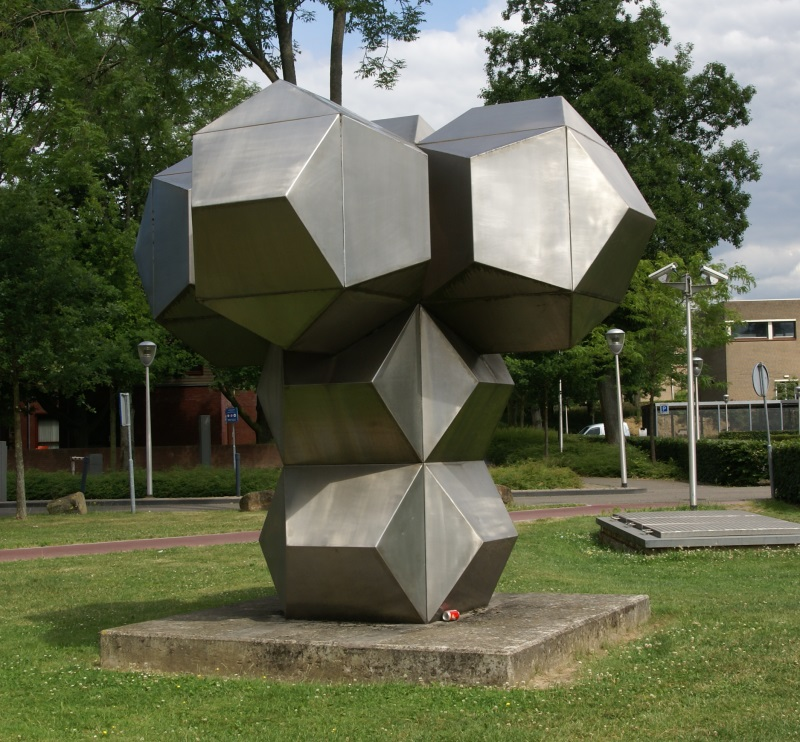
Caris in de open ruimte (2014)

Gerardus Franciscus (Gerard) Caris (Maastricht, 20 maart 1925 – aldaar, 2 januari 2025) was een Nederlands beeldend kunstenaar.
Hij was zoon van Maria Anna Leenders en rangeerder Egidius Caris. Hijzelf was getrouwd met Margriet (achternaam vooralsnog onbekend).
In het milieu waarin Caris opgroeide was er weinig aandacht voor kunst; bovendien waren het de crisisjaren in het interbellum. Al van jongs af aan was hij aan het tekenen en wilde naar de kunstacademie. Vader gaf er geen toestemming voor; hij ging naar de Technische School in Maastricht (1939-1943). Hij had wel belangstelling voor techniek, maar kon dat pas verder ontwikkelen tijdens zijn militaire opleiding vlak nadat Maastricht bevrijd was uit de Tweede Wereldoorlog. Hij was gelegen in Engeland, Verenigde Staten (training in Camp Lejeune) en Nederlands-Indië (bevrijden van de Japanse bezetter). Na de dienstplicht werkte hij bij oliemaatschappijen in Indonesië, Nieuw-Guinea, Nigeria en Turkije. In 1967 vestigde hij zich in de Verenigde Staten (periode 1958-1961 in Arabië) en kwam in 1968 weer in Nederland terecht. 
Dat verblijf in de VS was essentieel voor de ontwikkeling van Caris richting de beeldende kunst. Door bezoek aan musea maakte hij kennis met onder meer het werk van Willem de Kooning en probeerde zelf ook was. Hij liet zich daarbij inspireren door Jackson Pollock en Mark Rothko; hij zag zelf in dat dat niet het gewenste resultaat had. Tijdens zijn werk viel zijn oog op de kristalopbouw met hun veelvormige vlakken; hij vond die al eerder terug in tatoeages in Nieuw-Guinea. Werk in Maine (VS) bracht hem weer aan het werk, maar het was de tijd van de flowerpowerbeweging. Hij begon aan een studie aan het Monterey Peninsula College en San José College (1962-1964) en de Universiteit van Californië - Berkeley (1964-1967, filosofie op 42-jarige leeftijd en in 1969 Master of Art), alwaar hij les kreeg van David Hockney, Ronald Brooks Kitay en Richard Diebenkorn. Zelf zag hij meer in Bauhaus en De Stijl. Hij ontwikkelde een fascinatie voor de vijfhoek en gulden snede en paste dat overal toe, daarin geholpen door kristallografen etc. Een van zijn grote werken (7 bij 8 meter) werd neergezet op de Maasvlakte; hij werkte toen vanuit zijn atelier aan de Glacisweg.
Hij had diverse exposities in musea. Een van de laatste was in Sterrewacht Leiden en Hortus botanicus Leiden (2024). Zijn werken bevinden zich eveneens in diverse musea in binnen- en buitenland.
- Bibliothèque nationale de France: cb12361334k (data)
- Gemeinsame Normdatei: 118870610
- International Standard Name Identifier: 0000 0000 3997 9691
- Library of Congress Control Number: no98094322
- Nederlandse Thesaurus van Auteursnamen: 073209104
- Réseau des bibliothèques de Suisse occidentale: 02-A003077139
- RKD-Nederlands Instituut voor Kunstgeschiedenis: 15350
- SNAC: w6jd5n31
- Système universitaire de documentation: 145254941
- Union List of Artist Names: 500348575
- Virtual International Authority File: 10643619
- WorldCat: E39PBJjxyCFFVhrcYwcWrwYVmd